# Cephalotes clypeatus
Cephalotes clypeatus är en myrart som först beskrevs av Fabricius 1804.  Cephalotes clypeatus ingår i släktet Cephalotes och familjen myror. Inga underarter finns listade.

## Bildgalleri

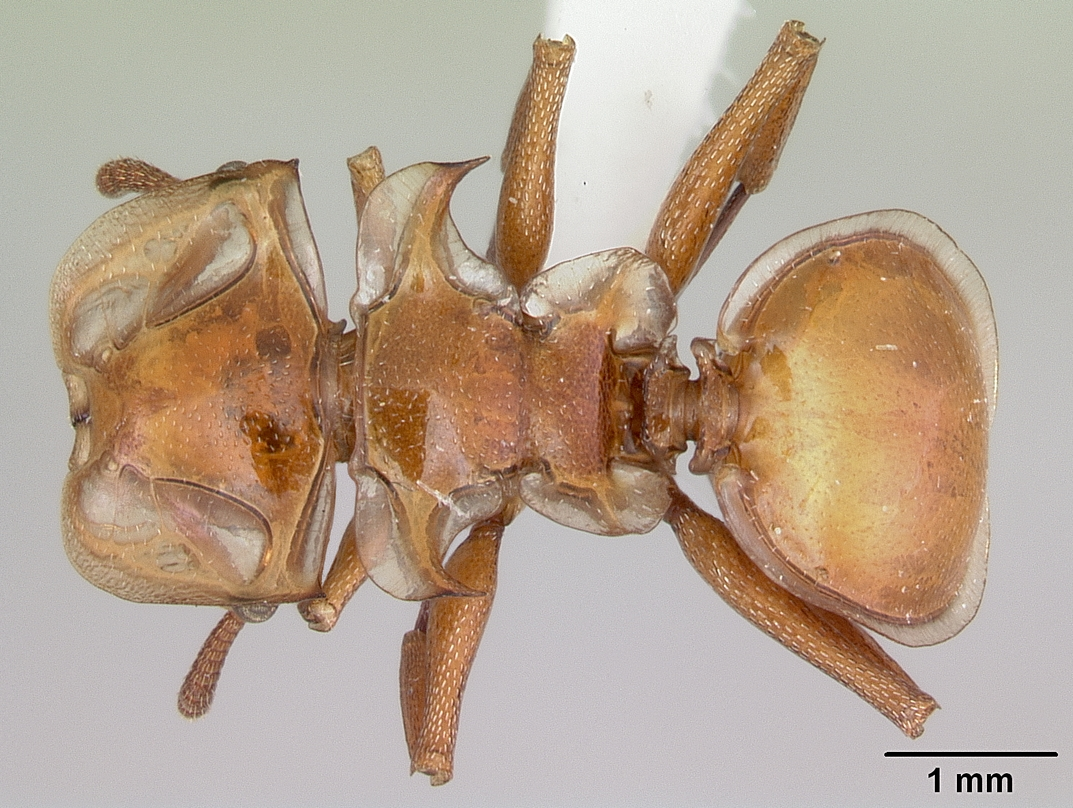
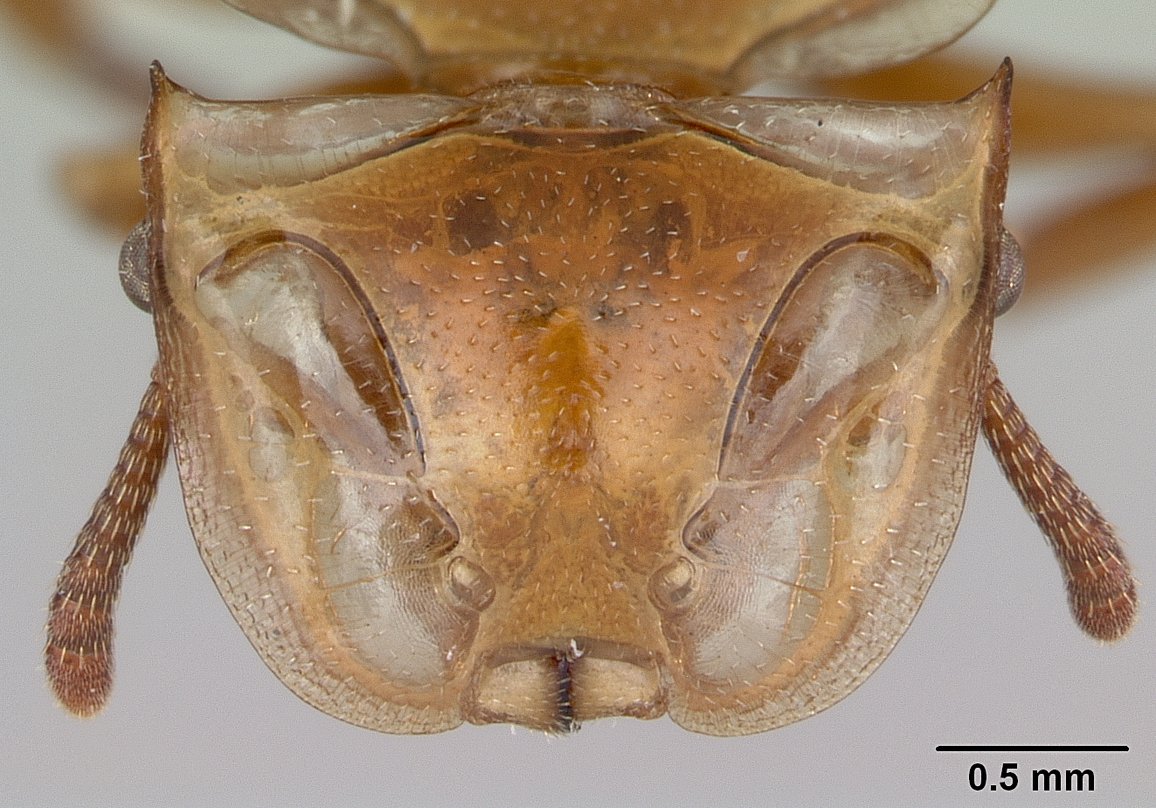
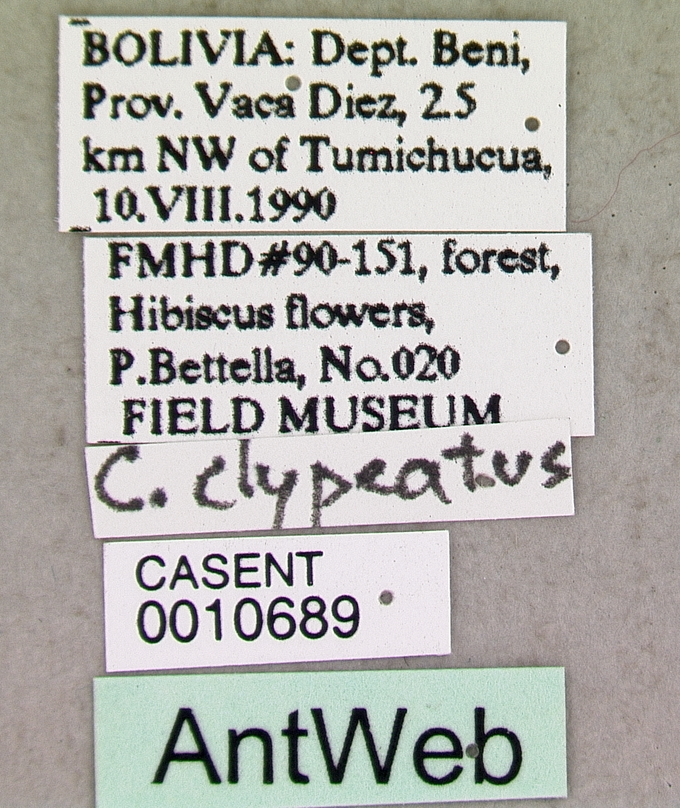
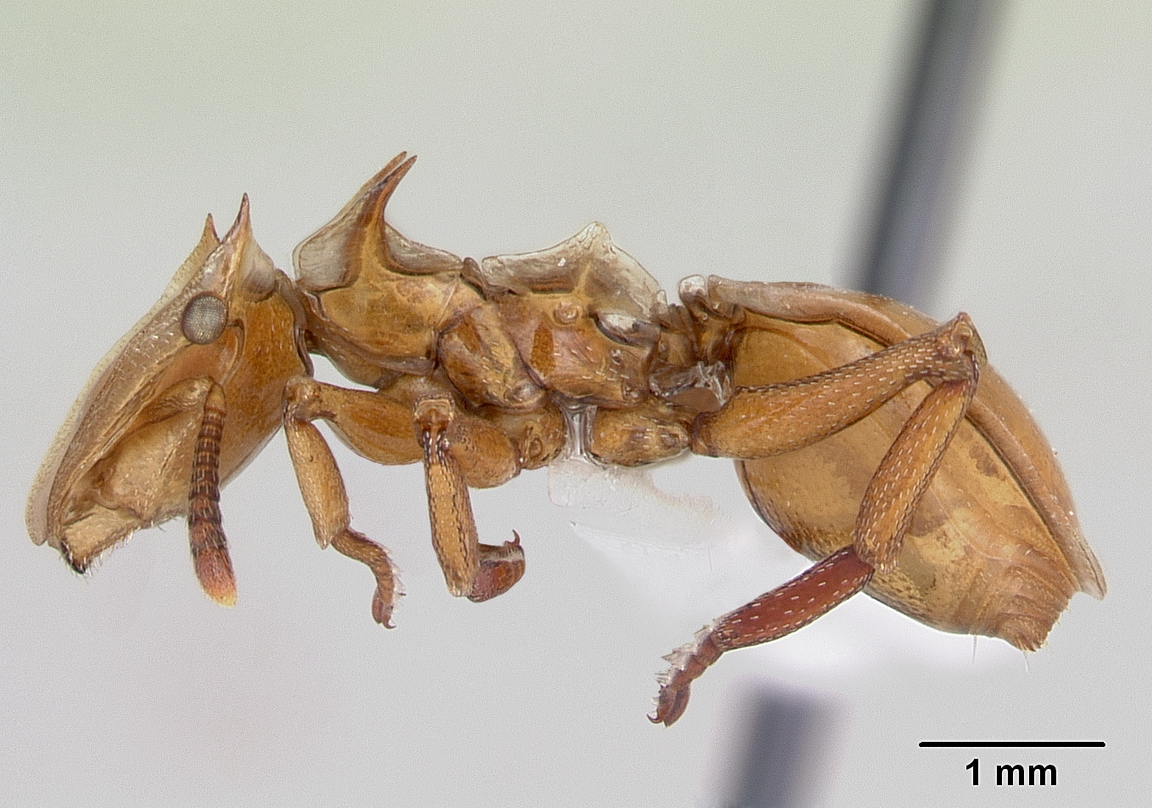
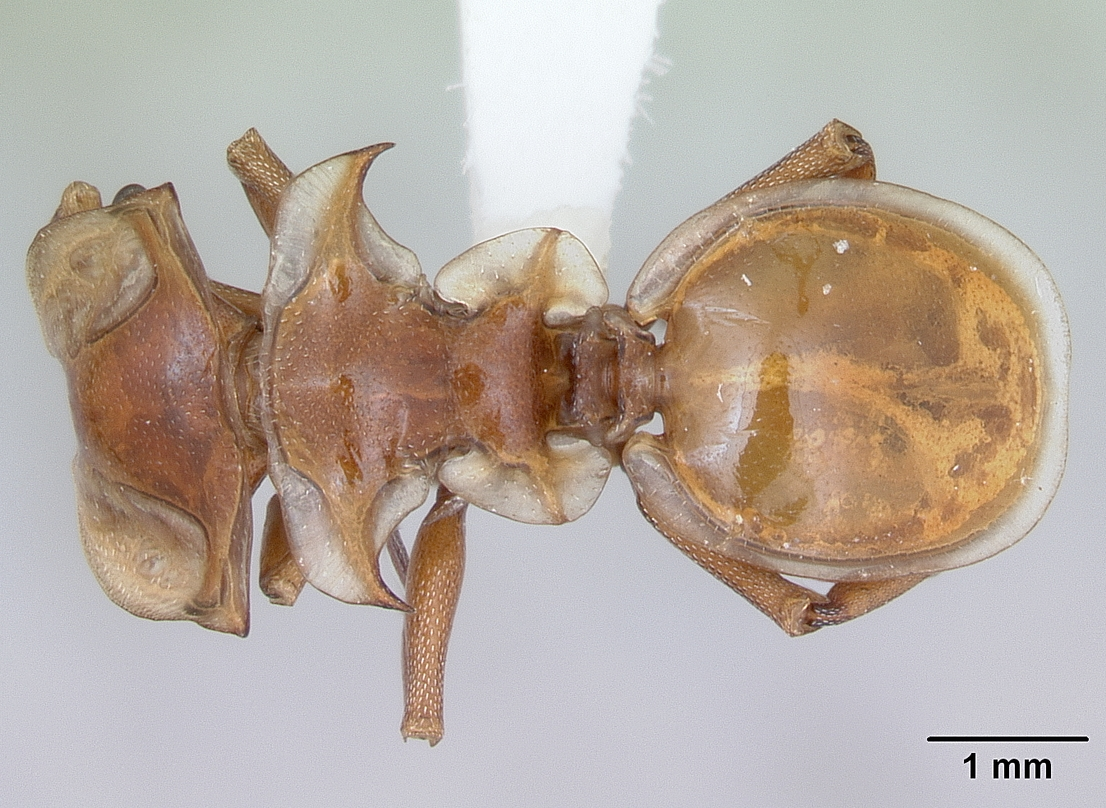
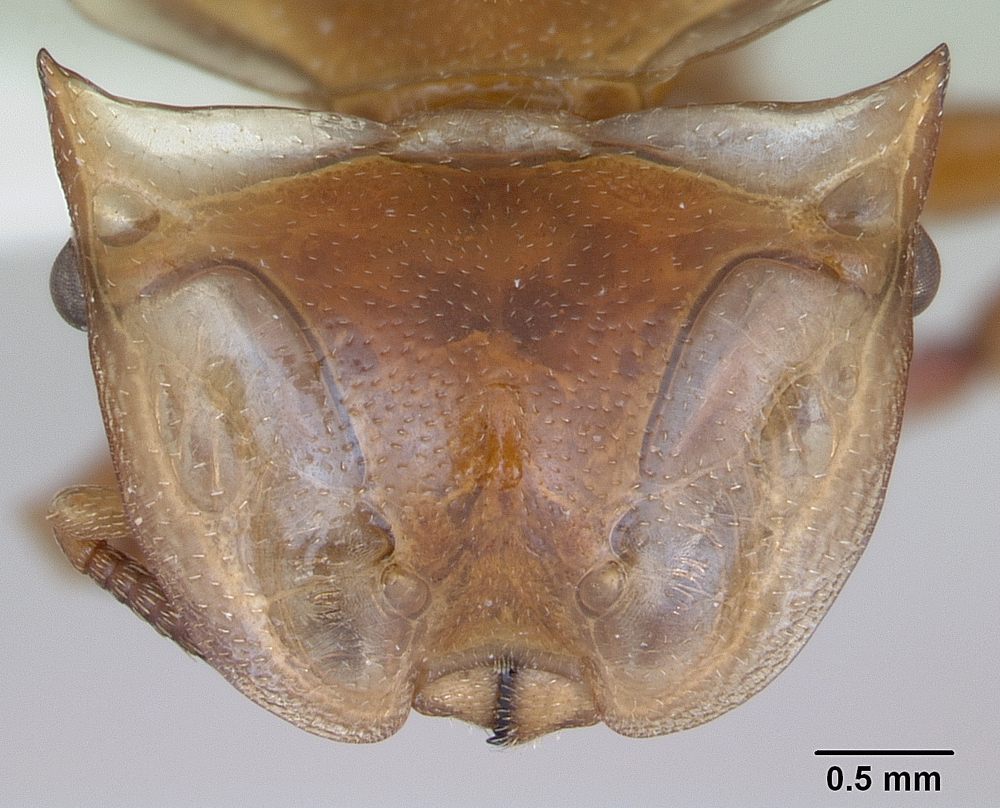